# Giubbotto antiproiettile

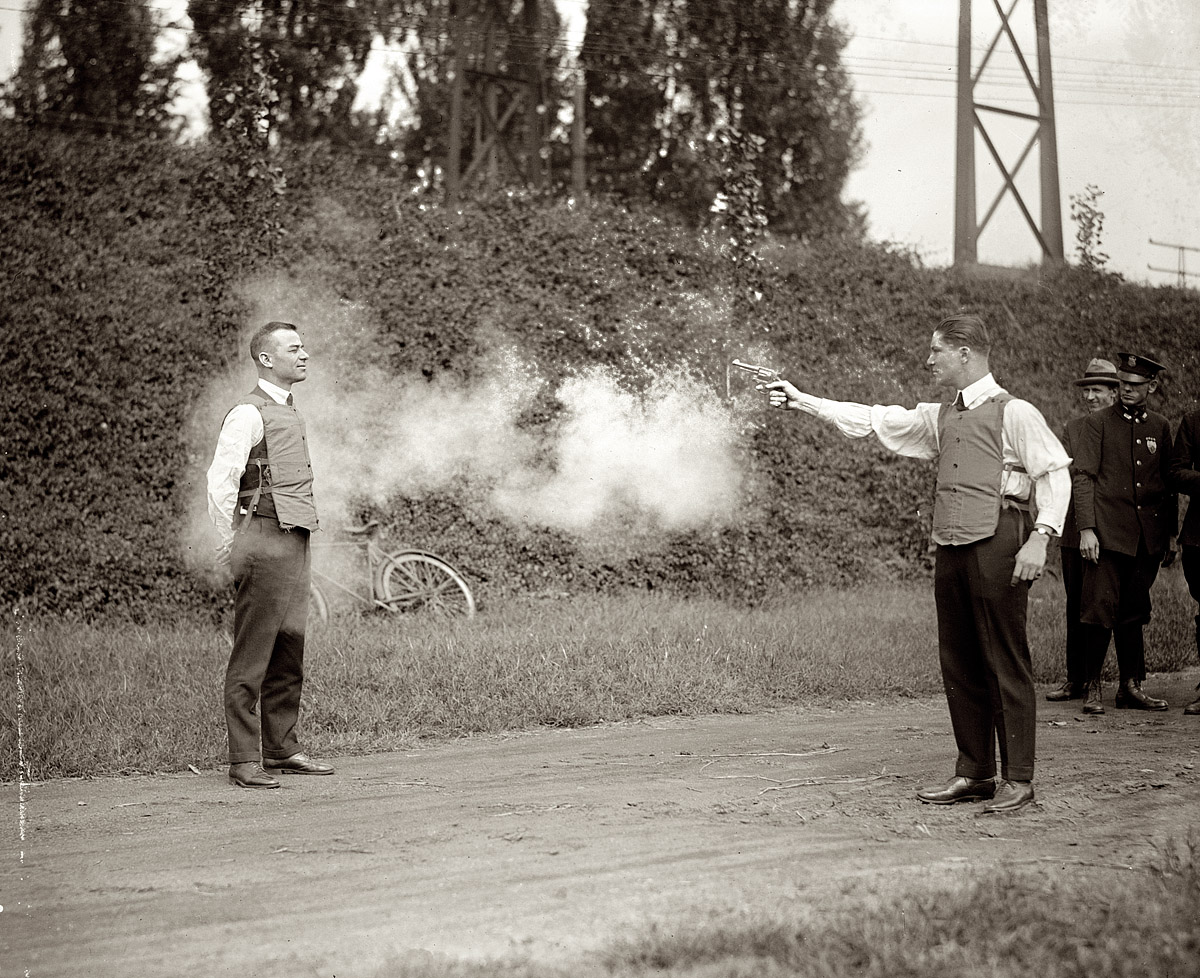
Collaudo di un giubbotto antiproiettile (1923)

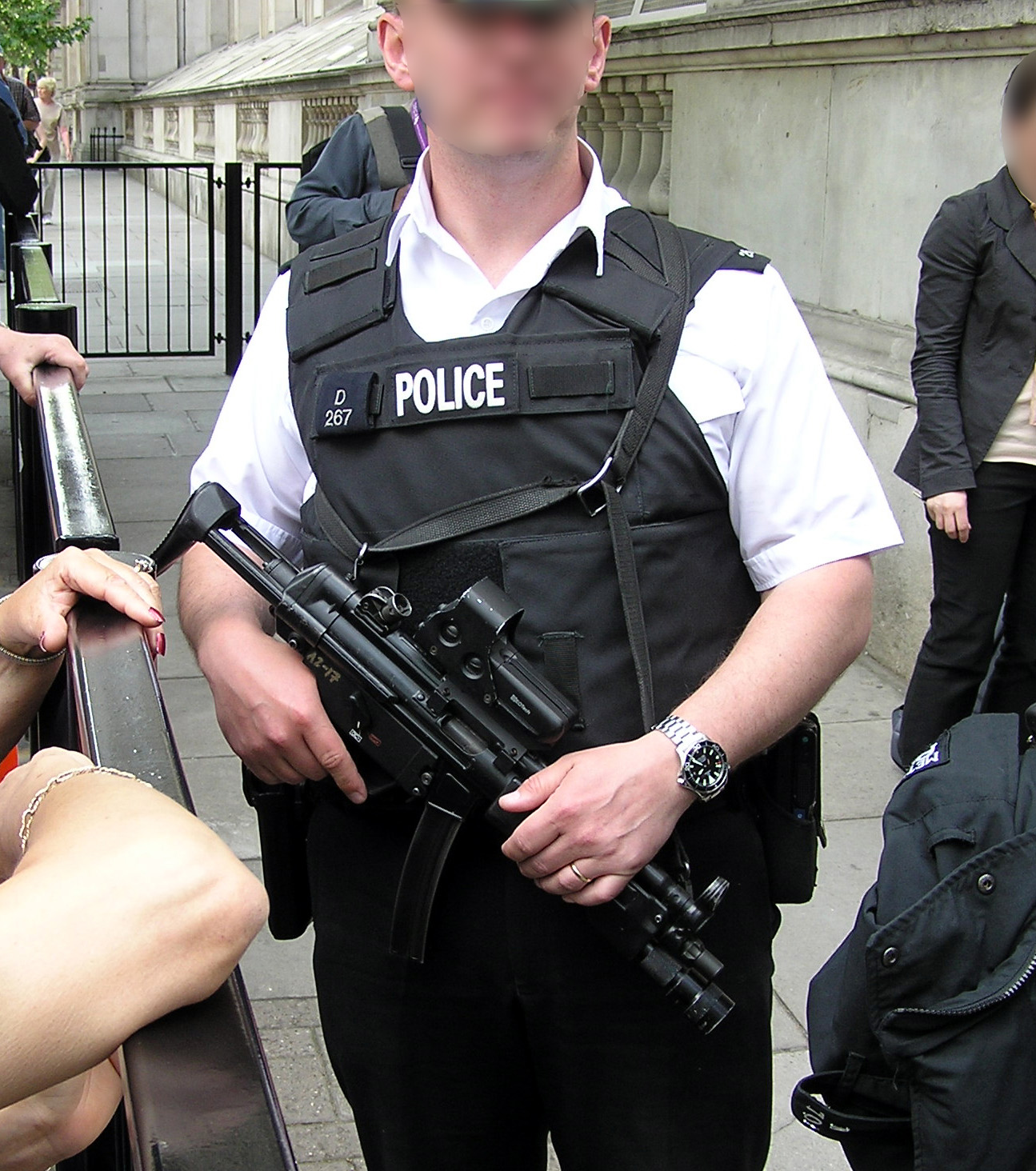
Giubbotto antiproiettile indossato da un poliziotto inglese di guardia alla casa del premier inglese

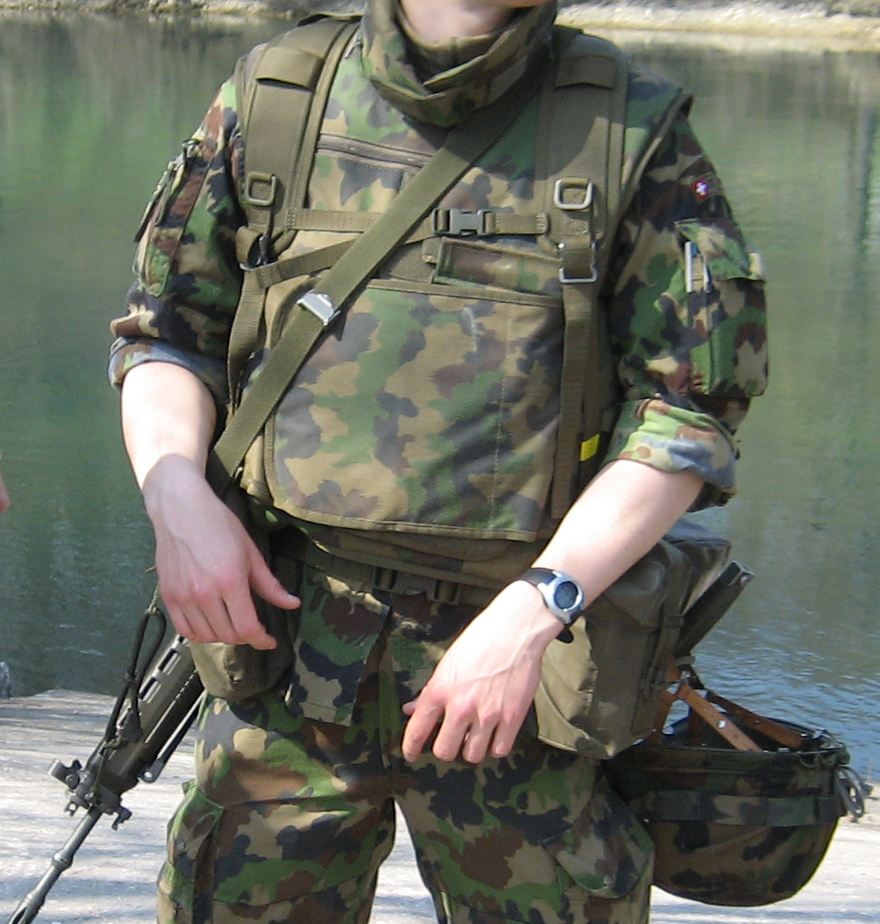
Militare dell'Esercito svizzero con il giubbotto balistico in kevlar in dotazione con due placche (una anteriore e una posteriore)

Il giubbotto antiproiettile è un indumento, generalmente con taglio a gilet o casacca, che serve a proteggere l'indossatore dai colpi di arma da fuoco o schegge da frammentazione di esplosivi (in questo caso anche noto come "flak jacket"), fermando il proiettile o le schegge al suo interno.
Sono principalmente usati da forze armate, corpi di polizia e operatori della vigilanza privata, sebbene in alcuni Stati sia acquistabile anche da privati, secondo le previsioni legislative.

## Storia
Pur essendo stato teorizzato come un indumento a protezione dai proiettili fin dal XIX secolo, dopo molteplici e svariati prototipi fu realizzato nel 1965 da Stephanie Kwolek, che usò il kevlar ottenuto grazie alle sue ricerche sui polimeri.

## Struttura e materiali
È realizzato in diversi materiali (come kevlar, dyneema, twaron, spectra) ed è generalmente costituito da un contenitore esterno in tessuto balistico (carrier) e da più pannelli balistici interni, a seconda del grado di protezione richiesto. I pannelli balistici sono generalmente costituiti da più strati di fibre aramidiche intrecciate (kevlar, mentre in passato si utilizzava il nylon balistico) o tessute ed incollate su microfilm di polietilene (twaron e spectra). La funzione delle fibre è quella di dissipare l'energia cinetica e ridurre la capacità di penetrazione della palla o della scheggia, attraverso la deformazione plastica e l'allungamento delle fibre stesse. Il numero di strati sovrapposti determina la capacità di protezione del pannello balistico, generalmente ordinata secondo classi di protezione in vari Stati del mondo come quelle adottate dal  National Institue of Justice (NIJ) negli Stati Uniti) o gli standard SK adottati in Germania. 
Normalmente i pannelli balistici realizzati con tale tecnologia consentono la protezione contro palle da arma corta e, in maniera limitata, da armi automatiche, fino al calibro 9x21 e a velocità di 600 m/s. Per la protezione contro palle rigate da arma lunga (calibri 223, 308 e superiori), è necessaria l'aggiunta di pannelli semirigidi o rigidi in materiali metallici (come l'alluminio balistico, l'acciaio balistico, il titanio balistico), ceramici (il carburo di boro, il carburo di silicio) o plastici (come il poliuretano ultrauretanico ad alta densità).
Questi pannelli aggiuntivi consentono la frammentazione dell'ogiva di palle veloci (oltre 700 m/s) in parti più piccole facilmente arrestabili dal sottostante pannello balistico in fibra aramidica. La differenza tra le diverse soluzioni riguarda soprattutto il peso, fattore molto vincolante nella scelta della protezione più adatta alle missioni da svolgere (un corpetto di classe NIJ-IV può pesare fino a 10 kg).

## Utilizzo
È indossato per proteggere le parti vitali del corpo. Prende questo nome perché si indossa come un giubbotto normale, la parte che copre la zona anteriore del corpo si unisce a quella posteriore con delle strisce di velcro. I modelli più validi offrono anche protezione laterale dei fianchi, del basso ventre, del collo, delle spalle. 
Negli anni 70/80 fu anche prodotta una sorta di "mutandone" in kevlar, concepita per gli elicotteristi esposti al tiro dal basso con armi leggere.
I giubbotti utilizzati dall'esercito e dalle forze dell'ordine vengono testati per poter resistere all'impatto di raffiche di proiettili. Questa capacità è definita multi strike.
Nonostante i proiettili abbiano una massa molto piccola, la loro quantità di moto è grande poiché viaggiano ad una velocità superiore ai 300 m/s, sebbene l'impulso non sia tale da spostare il corpo umano. Scene di vittime spostate anche di metri per l'effetto di proiettili ricevuti sono solo finzione cinematografica.
L'impatto di proiettili attraverso pannelli balistici causa comunque traumi da punzonamento (in inglese blunt trauma): ematomi, lesioni interne, fratture localizzate, a causa della deformazione del pannello stesso, che trasferisce comunque al corpo l'energia assorbita dalle fibre (al netto di quella dispersa con le deformazioni plastiche) e la penetrazione di punzonamento dovuta al carico puntuale dell'ogiva.

## Livelli di protezione

### Classificazione NIJ
Secondo gli standard NIJ, in ordine crescente di protezione:
- Livello I: (.22 LR; .380 ACP)  Questa armatura protegge da proiettili calibro .22 Long Rifle Round nose (40 grani) ad una velocità di 329 m/s e da proiettili calibro .380 ACP Full Metal Jacket RN (95 grani) ad una velocità di circa 322 m/s. Non fa più parte degli standard (è troppo leggero).
- Livello IIa: (9 mm; .40 S&W)  Protegge da proiettili 9 × 19 mm Parabellum Full Metal Jacket Round Nose (FMJ RN) (124 grani) ad una velocità di circa 373 m/s e da proiettili calibro .40 Smith & Wesson (180 grani) ad una velocità di circa 325 m/s. Protegge inoltre dalle minacce elencate nel Livello I.
- Livello II: (9 mm; .357 Magnum)  Protegge da proiettili 9mm FMJ RN (124 grani) ad una velocità di 398 m/s e da proiettili calibro .357 Magnum Jacketed Soft Point (JSP)(158 grani) ad una velocità di circa 436 m/s. Protegge inoltre dalle minacce elencate nei livelli IIa e I.
- Livello IIIa: (.357 Sig; .44 Magnum) Protegge da proiettili calibro .357 SIG Flat Nose (FN)(125 grani) ad una velocità di 448 m/s e da proiettili calibro .44 Magnum Semi-jacketed Hollow Point (SJHP)(240 grani) ad una velocità di circa 436 m/s. Protegge inoltre dalla maggior parte dei proiettili per pistola, ma anche dalle minacce elencate nei livelli precedenti (I, IIa e II).
- Livello III: (Fucili)  Protegge da proiettili 7,62 × 51 mm NATO (Munizione M80)(148 grani) ad una velocità di circa 847 m/s. Protegge inoltre dalle minacce elencate nei livelli precedenti (I, IIa, II, IIIa).
- Livello IV: (Fucili perforanti)  Protegge da proiettili calibro .30-06 Springfield M2 Armor Piercing (AP) del peso di 166 grani (10,7 grammi circa), ad una velocità di 878 m/s. Fornisce la protezione dalle minacce menzionate in tutti i precedenti livelli d'armatura.